# 曹荘駅
曹荘駅（そうそう-えき）は中華人民共和国天津市西青区に位置する天津地下鉄2号線の終駅。

## 駅構造
- 相対式ホーム2面2線の地下駅で、ホームドア完備。出口はA～Bの2箇所ある。

## 歴史
- 2012年7月1日 - 開業。[1]

## 隣の駅
- ■2号線

曹荘駅 - 卞興駅

## 参考
1. ↑  “2号线站点介绍”.   天津市地下鉄道集団. 2015年11月27日時点のオリジナルよりアーカイブ。2017年3月8日閲覧。